# Dora Varella
Dora Varella (São Paulo, 31 de julho de 2001) é uma skatista profissional brasileira na categoria park. Ela foi uma das três atletas selecionadas para representar o Brasil na sua modalidade nos Jogos Olímpicos de Verão de 2020.

## Vida pessoal
Varella iniciou no esporte aos 10 anos de idade, após ver um de seus primos praticando e pedir aos pais um skate para si. Em janeiro de 2019, aos 17 anos, se tornou atleta profissional afiliada à Confederação Brasileira de Skateboarding.

## Carreira
Após o último campeonato das seletivas Olímpicas ocorrido em Iowa, Des Moines, EUA, em Maio de 2021, Dora Varella se tornou oficialmente classificada para os Jogos Olímpicos de Tóquio 2020. Terminou a prova em sétimo. No seu retorno em Paris 2024, ficou em quarto lugar.
A atleta é tricampeã mundial amadora do Girls Vans Combi Pool Classic - EUA (2016, 2017 e 2018), bicampeã pan-americana open no Vans Park Series Women´s Continental Championships - EUA (2017 e 2018), Campeã Brasileira de Bowl - CBSK (2015) e Campeã Brasileira de Park (2020). Faz parte da Seleção Brasileira de Skate, CBSK (2018, 2019, 2020 e 2021). Foi a sexta colocada no Campeonato Mundial de Skate Park (2019).